# Бошнякия
Бошнякия (лат. Boschniakia) — род травянистых растений семейства Заразиховые (Orobanchaceae). Включает единственный вид — Бошнякия русская (Boschniakia rossica), паразитирующий на корнях ольхи кустарниковой.

## Ботаническое описание
Паразитические (бесхлорофилльные) многолетние травянистые, почти голые растения, 10—40 см высотой. Стебли толстые, более или менее мясистые, простые или от основания разветвленные, часто отходят по 2—8 от клубневидного основания, в средней части 6—15 мм толщиной, буроватые или красноватые, усажены многочисленными широкоовальными, яйцевидно-треугольными или треугольными чешуями, до 5—11 мм длиной.
Соцветия цилиндрические или продолговатые, густые и многоцветковые, длиннее остальной части стебля. Цветки сидячие или почти сидячие, с одной кроющей чешуей. Кроющие чешуи широкояйцевидные, тупые или островатые, равные по длине чашечке или несколько превышающие её. Прицветники широкояйцевидные; прицветнички отсутствуют. Чашечка в 2—3 раза короче венчика, кособлюдцевидная или плюсковидная, о трёх-пяти неравных, коротких зубцах, из которых 3—4 передних более длинные, а задний зубец очень короткий или совсем отсутствует. Венчик широкотрубчатый, 10—12 мм длиной, буроватый или красноватый, в нижней части вздутый, под зевом суженный, двугубый; верхняя губа почти цельная или слегка выемчатая, вогнутая, обычно в 3—4 раза длиннее сильно укороченной, трёхлопастной нижней губы. Тычинки выступают из зева венчика, пыльники голые. Плод — коробочка, раскрывающаяся двумя створками. Семена многочисленные, очень мелкие (0,42 × 0,19 мм).

## Таксономия
Boschniakia C.A.Mey., Mém. Acad. Imp. Sci. St.-Pétersbourg, Sér. 6, Sci. Math. 2 : 159 (1833).
Род назван в честь русского ботаника Александра Карловича Бошняка.
Синонимы рода
- Stellara Fisch. ex Reut. (1847)

Единственный вид: Boschniakia rossica (Cham. & Schltdl.) B.Fedtsch. (1910) — Бошнякия русская
Синонимы вида
- Boschniakia glabra C.A.Mey., nom. illeg.typus
- Boschniakia rossica var. flavida Yue Zhang & J.Y.Ma
- Lathraea amentacea Schltdl. ex Ledeb.
- Lathraea strobilacea Schltdl. ex Ledeb.
- Orobanche glabra (C.A.Mey.) Hook., nom. illeg.
- Orobanche rossica Cham. & Schltdl.basionym
- Stellara lathraeoides Fisch. ex Reut.

Другие виды, ранее относимые к Boschniakia, на основе филогенетических данных выделены в роды Kopsiopsis (Beck) Beck и Xylanche Beck.

## Охрана
Вид включён в красную книгу Республики Коми (охраняется в Печоро-Илычском заповеднике, национальном парке «Югыд ва», заказнике «Хайминский»).